# Copelatus apicalis
Copelatus apicalis är en skalbaggsart som beskrevs av Leon Fairmaire 1898. Copelatus apicalis ingår i släktet Copelatus och familjen dykare. Inga underarter finns listade i Catalogue of Life.